# トヨタ・ブレビス
ブレビス（BREVIS）は、トヨタ自動車が2001年（平成13年）6月から2007年（平成19年）6月まで製造・販売していたセダン型の乗用車。

## 概要
「小さな高級車」と謳われたプログレの姉妹車として、2001年6月4日に発表。
極めて保守的なエクステリア・インテリアであったプログレに対し、ブレビスは「ACTIVE ELEGANCE（アクティブ・エレガンス）」をキャッチコピーに掲げ、躍動感と若々しさをアピールしており、ボディサイズもプログレ比で全長+40mm、全幅+20mm、全高+15 - 25mmとやや拡大されている。
エクステリアは3代目セルシオを彷彿とさせるダイナミックなもので、抑揚のあるフードバルジ、立体感を意識したリアコンビランプ、ハイ・ローには薄いゴールドリングをアクセントに配した丸型三連ヘッドランプなどのほか、全車標準装備のアルミホイールはプログレの15インチに対しクローム調16インチとなり、さらにオプションや特別仕様車では17インチも選択可能であった。インテリアにおいても運転席周りは旧態依然としたプログレと大きく異なり、アクセントとしてオプティトロンメーターとデジタルクロックの背景にガラスグリーン照明が配され、本アルミ素材のセンタークラスター・オーディオパネル、ゲート式セレクターを採用した。
標準装備ないしオプション装備としてはエレクトロマルチビジョン、NAVI・AI-SHIFT制御付カーナビゲーション、レーダー/定速クルーズコントロール、高性能オーディオ、本革シート、ムーンルーフ、電動シート・ランバーサポート、電動リヤサンシェード、ブラインドコーナーモニター、ディスチャージヘッドランプ、ヒーター付レインクリアリングミラー、フルコンシールドワイパー、室内イルミネーションのほか、乗用車では世界初となる純正5.1ch対応のDVDシステム（「ブレビス・スーパーライブサウンドシステム」・8スピーカー）や、ドライバーに合わせてシートの前後上下位置やステアリング位置のみならず、両ペダルの前後位置（「パワーアジャスタブルペダル」・70mm可動）まで設定できる「パーソナルドライビングポジションシステム」などクラスを超えた先進的な装備であり、特に「パワーアジャスタブルペダル」は日本車のみならず世界的にも珍しいものであった。
エンジンはプログレ後期型と同様に、直列6気筒 2JZ-FSE 排気量3,000cc（Ai300）ないし 1JZ-FSE 2,500cc（Ai250）自然吸気ガソリン直噴エンジンを搭載。駆動方式はFR（Ai300・Ai250）ないし4WD（Ai250 Four）。安全装備はEBD付ABS、VSC、TRCを全車全グレードに標準装備。また前席サイドエアバッグ・前後席カーテンエアバッグはAi300が標準装備、Ai250・Ai250 Fourにオプション設定された。
製造は愛知県豊田市の元町工場。
2007年6月、プログレとともに販売終了。事実上の後継車はSAIであり、また本来の目標であったDセグメントないしプレミアムCセグメント相当であるメルセデス・ベンツ・CクラスやBMW・3シリーズに対抗するプレミアムコンパクトという役目はレクサス・ISが担うこととなる。

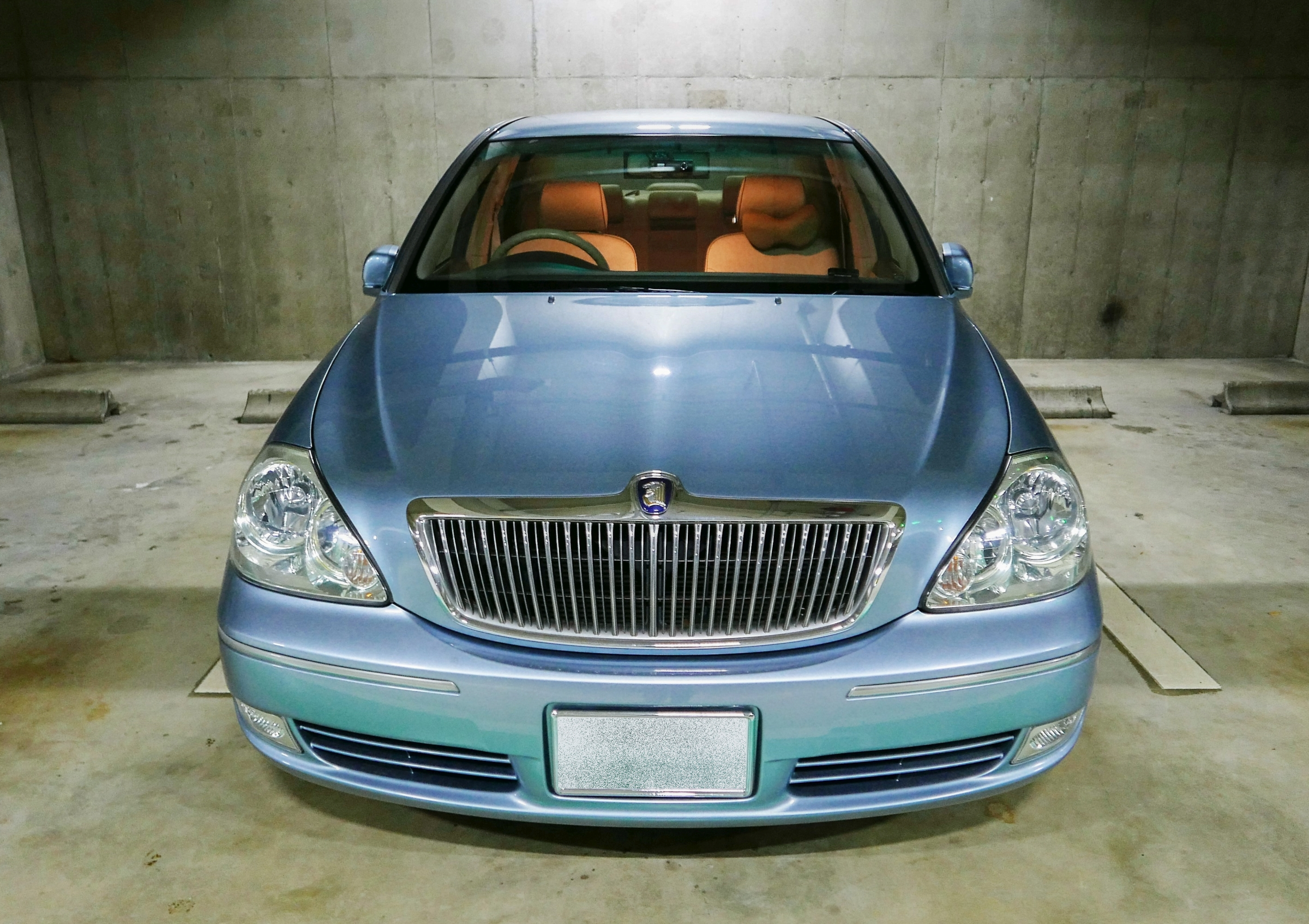
前期型 Ai300 ターコイズマイカメタリック フロント
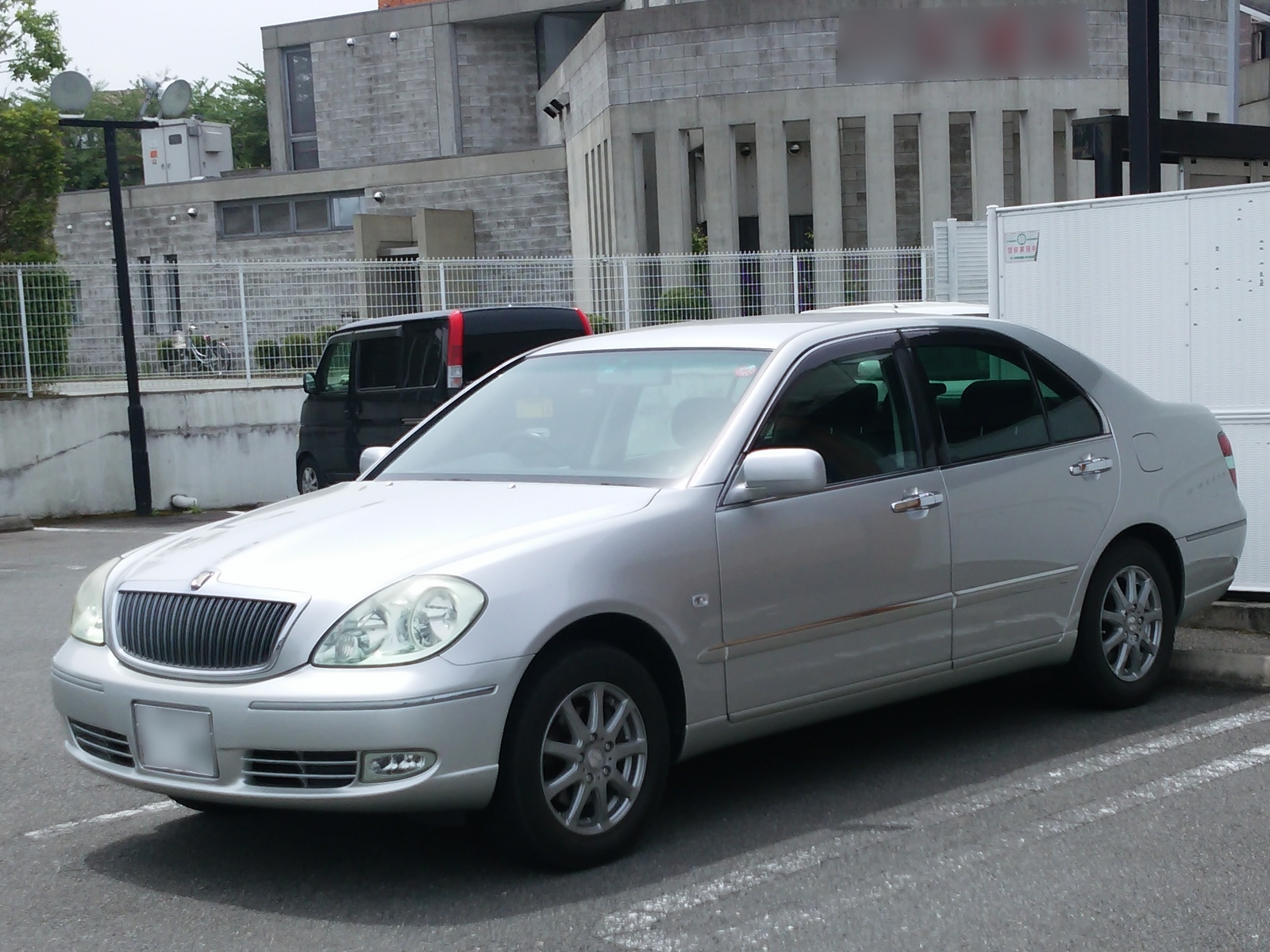
前期型 シルバーメタリック フロント
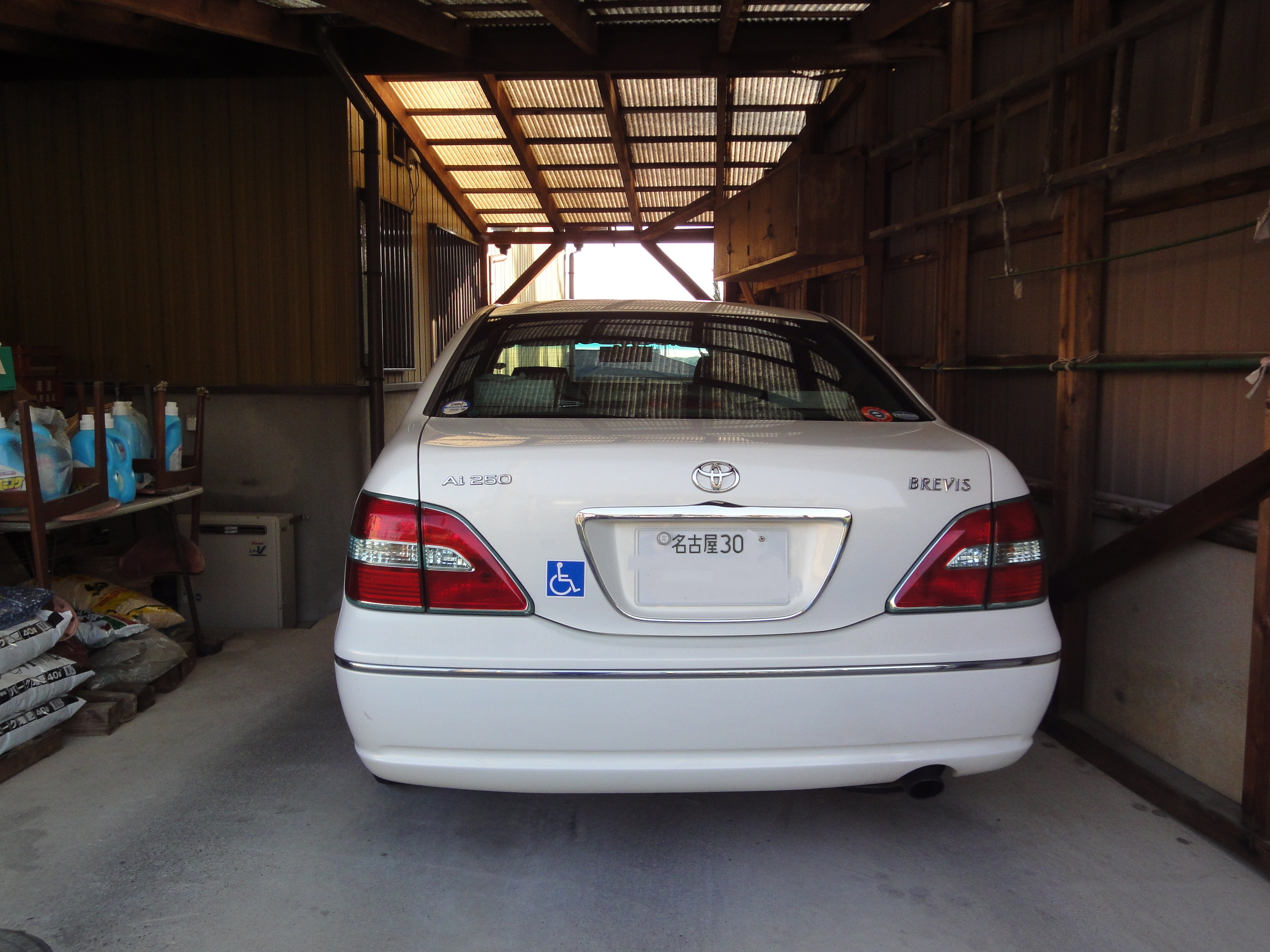
前期型 Ai250 ホワイトパールクリスタルシャイン リア
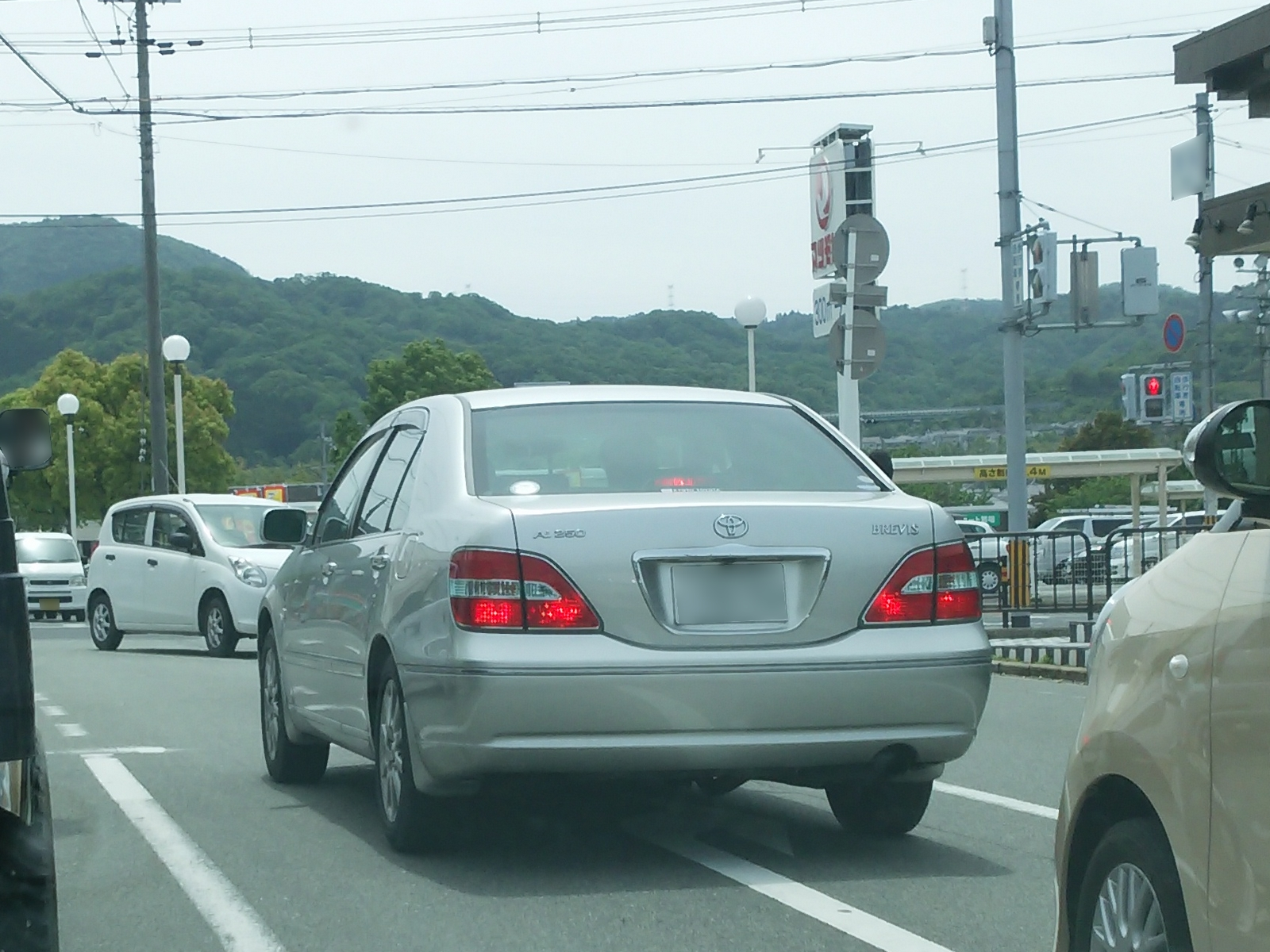
前期型 Ai250 シルバーメタリック リア

## 初代 JCG1#型（2001年-2007年）
- 2001年（平成13年）
  - 6月4日 - 発表（Ai300・Ai250）。
  - 10月 - 4WD追加（Ai250 Four）
- 2002年（平成14年）5月 - 特別仕様車「プレミアム（Ai250 プレミアム・Ai250 Four プレミアム）」追加。
- 2003年（平成15年）
  - 1月 - 特別仕様車「エレガンス（Ai250 エレガンス・Ai250 Four エレガンス）」追加。
  - 6月 - 特別仕様車「プレミアム（Ai300 プレミアム）」追加。
- 2004年（平成16年）4月2日 - 一部改良。
  - エクステリアではフロントグリルが従来の縦バー（縦基調）型からメッシュ型に、フロント・リア・フォグの各ランプおよびフロント・リアガーニッシュをスモーク調化[注釈 4]。
  - インテリアではステアリングホイールデザイン変更、ナビのG-BOOK対応およびブラインドコーナーモニター追加など。定速クルーズコントロール、6連奏CDチェンジャー（7スピーカー）、電動リアサンシェードを標準装備化[注釈 4]。
  - Ai250・Ai250 Fourに一部装備を簡略化した廉価グレード「エレガンスパッケージ」追加。
- 2005年（平成17年）12月21日 - 一部改良。全車にG-BOOK対応ナビを標準装備。
- 2007年（平成19年）
  - 5月[2] - 生産終了。在庫のみの対応となる。
  - 6月30日 - 販売終了。

## 販売ディーラー
販売店舗はトヨタ店（大阪地区は2006年8月7日まで大阪トヨペット）であったが、同店の人気車であるクラウンの陰に隠れたため、終始販売不振に見舞われた。

## 車名の由来
英語で「勇敢」を意味する「Brave」から取られた造語。フロントのエンブレムは勇敢さの象徴たる「ライオン（獅子）」を「B」の字に象ったものだが、右向きの動物は紋章学上縁起が良くないため左向き（鏡文字）となっている。